# Холлман, Джейк
Джейк Холлман (англ. Jake Hollman; род. 26 августа 2001, Австралия) — австралийский футболист, полузащитник клуба «Макартур».

## Клубная карьера
Холлман — воспитанник клубов «Сифорт», «Манли Юнайтед», НТС и «Сидней». В 2020 году игрок подписал контракт с «Макартуром». 30 декабря в матче против «Уэстерн Сидней Уондерерс» он дебютировал в A-Лиге. 11 декабря 2021 года в поединке против «Уэстерн Сидней Уондерерс» Джейк забил свой первый гол за «Макартур». В 2022 году игрок помог клубу выиграть Кубок Австралии.

## Международная карьера
В 2024 году в составе олимпийской сборной Австралии Холлман принял участие в молодёжном чемпионате Азии в Катаре. На турнире он сыграл в матче против команд Иордании, Индонезии и Катара.

## Достижения
Клубные
 «Макартур»
- Обладатель Кубка Австралии — 2022

Сборные
 Юношеская сборная Австралии
- Чемпион AFF среди юношей — 2019[англ.][7]

Личные
 «Макартур»
- Игрок года — 2024[8]

## Личная жизнь
Младшие брат и сестрf Холлмана, Кори и Шей, тоже профессионально играют в футбол, причем оба выступают за футбольный клуб «Сидней».